# Getträsket (sjö i Pyttis, Kymmenedalen)
Getträsket eller Vuohijärvi är en sjö i kommunerna Pyttis och Lovisa i landskapen Kymmenedalen och Nyland i Finland. Sjön ligger 14,8 meter över havet. Den är 15,37 meter djup. Arean är 1,73 kvadratkilometer och strandlinjen är 19,86 kilometer lång. Sjön  ingår i Kymmene älvs huvudavrinningsområde. 
Getträsket ligger nordöst om Strömfors. Det avskiljs i norr från Tammijärvi av ön Hästholmen. Andra öar är Burasholmen, Forsholmen, Ivarsholmen och Bondasholmen. Sydväst om Getträsket ligger forsen Ahvenkoski.  
Getträsket ligger omkring 24 km väster om Kotka och omkring 94 km öster om Helsingfors. 